# VC Oudegem
VC Oudegem est un club belge de volley-ball fondé en 1978 et basé à Termonde qui évolue pour la saison 2019-2020 en Ligue A Dames.

## Palmarès
- Coupe de Belgique
  - Vainqueur : 2013.
  - Finaliste : 2018.
- Supercoupe de Belgique
  - Finaliste : 2013, 2018.
- Championnat de Belgique
  - Finaliste : 2017[3]2018.

## Effectifs

### Saison 2020-2021
| No                                                                                     | Nom                                                                                    | Date de naissance                                                                      | Taille                         | Poids                          | Poste                          |
| -------------------------------------------------------------------------------------- | -------------------------------------------------------------------------------------- | -------------------------------------------------------------------------------------- | ------------------------------ | ------------------------------ | ------------------------------ |
| 1                                                                                      | Amber De Tant                                                                          | 22 mars 1998                                                                           | 177                            | 66                             | Réceptionneuse-attaquante      |
| 2                                                                                      | Elise Van Sas                                                                          | 1er août 1997                                                                          | 188                            | 74                             | Passeuse                       |
| 3                                                                                      | Lara Nagels                                                                            | 3 juin 1997                                                                            | 182                            | 60                             | Passeuse                       |
| 4                                                                                      | Nina Coolman                                                                           | 25 janvier 1991                                                                        | 182                            | 78                             | Réceptionneuse-attaquante      |
| 5                                                                                      | Nel Demeyer                                                                            | 21 mars 2001                                                                           | 175                            | 70                             | Libero                         |
| 6                                                                                      | Felice Vanassche                                                                       | 28 juillet 2000                                                                        | 185                            | 71                             | Réceptionneuse-attaquante      |
| 7                                                                                      | Femke Kindt                                                                            | 18 juillet 2001                                                                        | 186                            | 66                             | Attaquante                     |
| 8                                                                                      | Margot Van De Voorde                                                                   | 15 février 1997                                                                        | 183                            | 70                             | Centrale                       |
| 9                                                                                      | Yasmine Vleminckx                                                                      | 24 janvier 1999                                                                        | 182                            | 69                             | Attaquante                     |
| 10                                                                                     | Dauke Vreys                                                                            | 17 février 2002                                                                        | 181                            | 67                             | Réceptionneuse-attaquante      |
| 11                                                                                     | Nikita De Paepe                                                                        | 22 février 2001                                                                        | 182                            | 67                             | Réceptionneuse-attaquante      |
| 12                                                                                     | Bieke Kindt                                                                            | 11 février 2000                                                                        | 188                            | 70                             | Centrale                       |
| 13                                                                                     | Bente Daniels                                                                          | 8 août 1996                                                                            | 185                            | 77                             | Centrale                       |
|                                                                                        |                                                                                        |                                                                                        |                                |                                |                                |
| Encadrement technique                                                                  | Encadrement technique                                                                  |                                                                                        | Légende                        | Légende                        | Légende                        |
| Entraîneur : Fien Callens                                                              | Entraîneur : Fien Callens                                                              | Entraîneur : Fien Callens                                                              | : Capitaine                    | : Capitaine                    | : Capitaine                    |
| Entraîneur(s) adjoint(s) : Bart De Gieter Entraîneur(s) adjoint(s) : Dries Koekelkoren | Entraîneur(s) adjoint(s) : Bart De Gieter Entraîneur(s) adjoint(s) : Dries Koekelkoren | Entraîneur(s) adjoint(s) : Bart De Gieter Entraîneur(s) adjoint(s) : Dries Koekelkoren | : Joueuse blessée actuellement | : Joueuse blessée actuellement | : Joueuse blessée actuellement |
| Manager général : Albert Haverals                                                      |                                                                                        |                                                                                        |                                |                                |                                |